# Morane-Saulnier Epervier
Die Morane-Saulnier MS.1500 Epervier ist ein COIN- und Aufklärungsflugzeug des französischen Herstellers Morane-Saulnier.

## Geschichte und Konstruktion
Die Epervier (deutsch: Sperber) wurde aufgrund einer Anforderung der französischen Luftstreitkräfte für den Einsatz im Algerienkrieg entwickelt. Das Flugzeug ist ein zweisitziger Tiefdecker mit Tandemsitzen, einem nicht einziehbaren Spornradfahrwerk und wird von einer 520 kW leistenden Propellerturbine Turbomeca Bastan angetrieben. Das Cockpit lag vor den Tragflächen, um gute Sicht nach vorne und unten zu gewährleisten. Zusätzlich war die Maschine zum Schutz der Besatzung vor Bodenbeschuss leicht gepanzert. Der Prototyp flog erstmals am 12. Mai 1958 und wurde von einer 300-kW-Turbomeca-Marcadau-Propellerturbine angetrieben. Die Turbomeca-Bastan-Turbine der geplanten Serienversion wurde später in den Prototyp eingebaut. Ein zweiter Prototyp wurde zwar noch gebaut, das Flugzeug ging jedoch aufgrund der Entwicklungen in Algerien nicht mehr in Serie.

## Technische Daten
| Kenngröße             | Daten                                                                                   |
| --------------------- | --------------------------------------------------------------------------------------- |
| Besatzung             | 2                                                                                       |
| Länge                 | 10,58 m                                                                                 |
| Spannweite            | 13,08 m                                                                                 |
| Höhe                  | 3,33 m                                                                                  |
| Flügelfläche          | 24,30 m²                                                                                |
| Flügelstreckung       | 7,0                                                                                     |
| Leermasse             | 1660 kg                                                                                 |
| max. Startmasse       | 2850 kg                                                                                 |
| Höchstgeschwindigkeit | 315 km/h                                                                                |
| Dienstgipfelhöhe      | ? m                                                                                     |
| Reichweite            | 700 km                                                                                  |
| Triebwerke            | 1 × Propellerturbine Turbomeca Bastan mit 520 kW                                        |
| Bewaffnung            | 4 × 7,5-mm-Maschinengewehre in den Tragflächen Bomben und Raketen an den Außenstationen |